# 希臘沙律醬
希臘沙律醬（希臘語：Τζατζίκι，土耳其語發音：[dʒaˈdʒɯk]）是东南欧和中东地區當地人食用的一种蘸醬、汤以及醬汁。它是由盐渍脱乳清酸奶或稀释的酸奶与黄瓜、蒜、食盐、橄欖油，有时还加上醋或檸檬汁，以及蒔蘿、薄荷、歐芹和百里香等草本植物混合而成。它可以作为冷开胃菜（Meze）、小菜，也可以作为希臘烤肉捲和希腊旋转烤肉三明治和其他食物的酱汁。